# Клетнянское городское поселение
Клетня́нское городское поселение — муниципальное образование в центральной части Клетнянского района Брянской области.
Административный центр — посёлок городского типа Клетня.
Образовано в результате проведения муниципальной реформы в 2005 году, путём слияния дореформенного Клетнянского поссовета и частей Каменецкого, Новотроицкого и Павлинского сельсоветов.

## Население
| 2009    | 2010    | 2011    | 2012    | 2013    | 2014    | 2015    | 2016    | 2017    |
| ------- | ------- | ------- | ------- | ------- | ------- | ------- | ------- | ------- |
| 13 506  | ↘13 454 | ↘13 405 | ↘13 269 | ↘13 162 | ↘13 097 | ↘13 014 | ↘12 935 | ↘12 779 |
| 2018    | 2019    | 2020    | 2021    |         |         |         |         |         |
| ↘12 597 | ↘12 480 | ↘12 409 | ↘12 032 |         |         |         |         |         |

## Населённые пункты
| №  | Населённый пункт            | Тип     | Население |
| -- | --------------------------- | ------- | --------- |
| 1  | Быстрянка                   | посёлок | ↘108      |
| 2  | Дедня                       | деревня | →0        |
| 3  | Занадвинский                | посёлок | →0        |
| 4  | Клетня                      | пгт     | ↘11 947   |
| 5  | Красный Дворец              | деревня | →0        |
| 6  | Струек                      | деревня | ↗2        |
| 7  | 4-й км Мамаевской ж/д Ветки | посёлок | →0        |
| 8  | 7-й км Мамаевской ж/д Ветки | посёлок | ↘30       |
| 9  | 8-й км Мамаевской ж/д Ветки | посёлок | →0        |
| 10 | 9-й км Мамаевской ж/д Ветки | посёлок | →0        |